# 오시마국

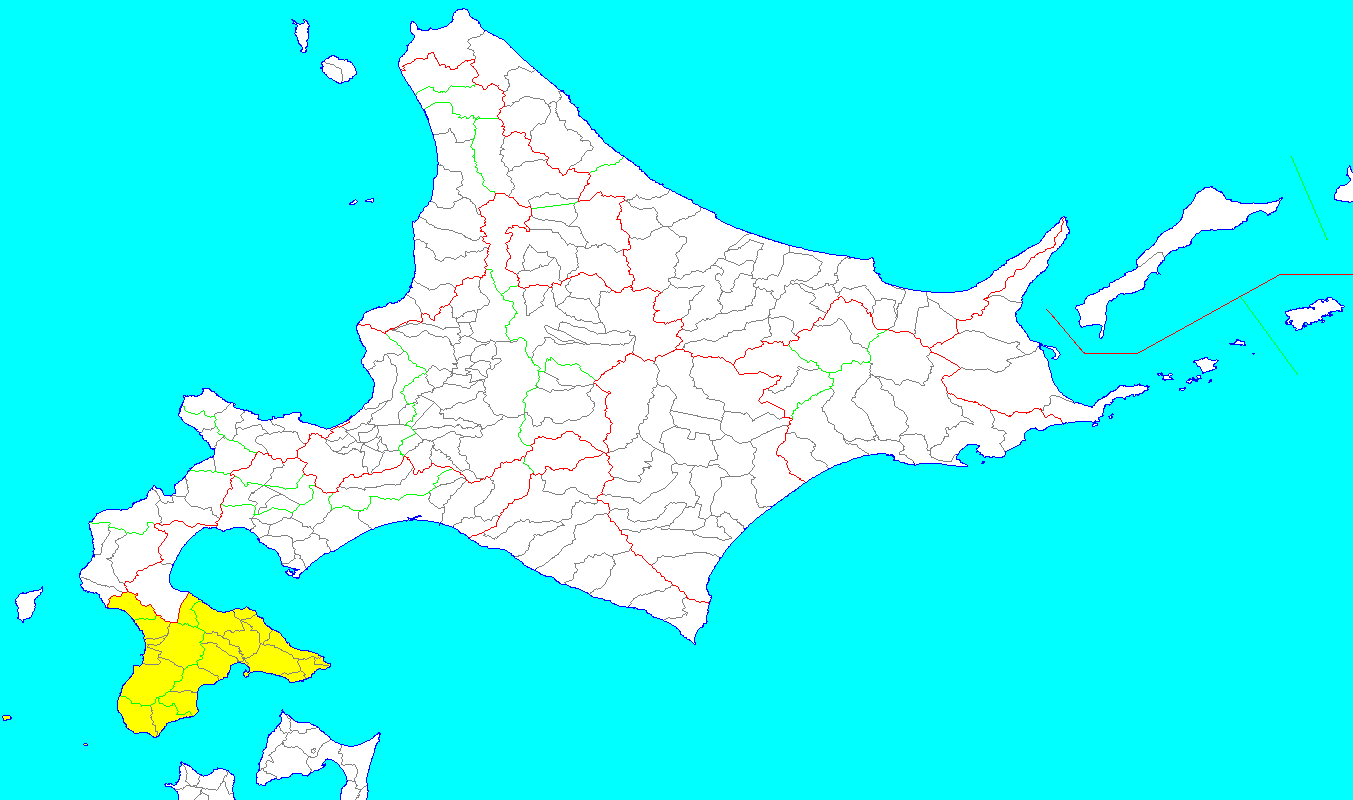
오시마 국(노란 부분)

오시마국(일본어: 渡島国 오시마노쿠니[*])는 메이지 시대에 설치되었던 일본의 구니이다. 현재의 오시마 지청 남부와 히야마 지청 남부에 해당한다. 메이지 2년(1869년) 8월 15일 설치되었다. 당시에는 가메다 군(亀田郡/かめた), 가야베 군(茅部郡/かやべ), 가미이소 군(上磯郡/かみいそ), 후쿠시마 군(福島郡/ふくしま), 쓰카루쓰 군(津軽郡/つかるつ), 히야마 군(檜山郡/ひやま), 니시 군(爾志郡/にし) 등 7개 군으로 구성되었다.